# Uglebræt
Et uglebræt (frisisk: ûleboerd, groningsk: oelbred, Drents dialekt: oelnbret) er et trekantet lodret opretstående skod for et røghul (lyre) øverst i gavlen skabt af trapezformet, trekantet endeafskærmning af et valmtag. Denne trekantede træplade tjente til ventilation (åbning) og for at beskytte laden mod fugtighed. Gennem hullet kan kirkeugler og slørugler flyve ind og ud. Den ældste kendte omtale er fra 1669.[kilde mangler]
Et uglebræt består af to dele. I midten en dekoreret bjælke. På begge sider af denne har de frisiske uglebrædder som regel en svane med en buet hals, mens de saksiske uglebrædder i Twente og Achterhoek anvender to stiliserede hestehoveder, der enten vender indad eller udad.

## Frisiske varianter
Der er mange forskellige former for udformning af dekorerationen i midten, men de kan opdeles i seks hovedgrupper, der stammer fra de forskellige regioner:
- Zuidwesthoek: makelaar (en dekorativ bygningsdetalje) har et harpemotiv. En grøn harpe betyder, at bonden var ejer af gården; En hvid harpe betyder, at bonden lejede gården. En fugl blev skåret ud i flyvehullet.
- Westergo: makelaar har en solhjul med et kløverblad (Treenighedens tegn på toppen. Svanerne har en halsbånd.
- Hennaarderadeel: Ejendommen har en tulipan (tegn på håb), herunder en sol og en halvmåne (voksende måne og aftagende måne, frugtbarhed).
- Kleistreek: makelaar er høj og slank med en tulipan (tegn på håb) på toppen. I trekanten er der et solhjul.
- Friese Wouden (Frisiske skove): Den åbnede makelaar har toppen af et glas og under form af et timeglas.
- Midden-Friesland (Central Friesland): makelaar er dekoreret på begge sider med palmegrene (tegn på fred).
- Nes Dongeradeel: En makelaar med metalkrøller på begge sider og dekoreret på begge sider med søheste. Søhestens hoved rører maven, som viser en tulipan i et åbent motiv.

## Galleri
- Uglebræt fra Nordfrisland (1950).
- Uglebræt på en gård i Sloten
- Uglebræt på en gård i Wanswerd
- Uglebræt på en gård i Surhuisterveen
- Uglebræt på en gård i Midden-Friesland